# Rognac
Cet article possède des paronymes, voir Rignac et Rognes.
Pour les articles homonymes, voir Rognac (homonymie).
Rognac est une commune française située dans le département des Bouches-du-Rhône, en région Provence-Alpes-Côte d'Azur. Elle fait partie de la métropole d'Aix-Marseille-Provence. Ses habitants sont appelés les Rognacais.

## Géographie

### Communes limitrophes
| Berre-l'Étang  | Velaux    | Velaux          |
| Berre-l'Étang  | Rognac    | Aix-en-Provence |
| Étang de Berre | Vitrolles | Vitrolles       |

Les communes limitrophes sont  Aix-en-Provence, Berre-l'Étang, Velaux et Vitrolles.

### Voies de communication et transports
Rognac se situe proche d’une voie de communication importante française.
- L’échangeur de Rognac relie l’autoroute A7 des routes départementales D 21, D 113 et D 20. Rognac est à 30 km de Marseille.
- L’autoroute A8 (échangeur de Coudoux à 9,7 km) met Rognac à 27,3 km d’Aix-en-Provence.

L’aéroport Marseille-Provence qui se situe à 8,5 km, Paris-Orly à 1 h 20 min de vol 20 fois par jour.
La gare de Rognac desservie par la ligne 07 Marseille - Miramas (via Port-de-Bouc)
La commune est desservie par les réseaux de bus suivants :
- Salon Etang Côte Bleue
- La Métropole Mobilité avec le service LeCar[1] (anciennement CarTreize)

### Climat
Pour des articles plus généraux, voir Climat de Provence-Alpes-Côte d'Azur et Climat des Bouches-du-Rhône.
En 2010, le climat de la commune est de type climat méditerranéen franc, selon une étude du Centre national de la recherche scientifique s'appuyant sur une série de données couvrant la période 1971-2000. En 2020, Météo-France publie une typologie des climats de la France métropolitaine dans laquelle la commune est exposée à un climat méditerranéen et est dans la région climatique  Provence, Languedoc-Roussillon, caractérisée par une pluviométrie faible en été, un très bon ensoleillement (2 600 h/an), un été chaud (21,5 °C), un air très sec en été, sec en toutes saisons, des vents forts (fréquence de 40 à 50 % de vents > 5 m/s) et peu de brouillards. 
Pour la période 1971-2000, la température annuelle moyenne est de 14,6 °C, avec une amplitude thermique annuelle de 16,7 °C. Le cumul annuel moyen de précipitations est de 586 mm, avec 5,7 jours de précipitations en janvier et 1,6 jours en juillet. Pour la période 1991-2020, la température moyenne annuelle observée sur la station météorologique de Météo-France la plus proche, « Marignane », sur la commune de Marignane à 8 km à vol d'oiseau, est de 15,9 °C et le cumul annuel moyen de précipitations est de 532,3 mm. 
La température maximale relevée sur cette station est de 39,7 °C, atteinte le 26 juillet 1983 ; la température minimale est de −16,8 °C, atteinte le 12 février 1956,,. 
| Mois                                  | jan.             | fév.             | mars            | avril           | mai           | juin           | jui.            | août            | sep.            | oct.            | nov.            | déc.             | année      |
| ------------------------------------- | ---------------- | ---------------- | --------------- | --------------- | ------------- | -------------- | --------------- | --------------- | --------------- | --------------- | --------------- | ---------------- | ---------- |
| Température minimale moyenne (°C)     | 3,6              | 3,7              | 6,5             | 9,4             | 13,3          | 17,2           | 19,7            | 19,4            | 15,9            | 12,6            | 7,7             | 4,4              | 11,1       |
| Température moyenne (°C)              | 7,7              | 8,3              | 11,4            | 14,3            | 18,4          | 22,5           | 25,2            | 24,9            | 20,9            | 17              | 11,7            | 8,4              | 15,9       |
| Température maximale moyenne (°C)     | 11,8             | 12,8             | 16,4            | 19,3            | 23,5          | 27,9           | 30,7            | 30,5            | 25,9            | 21,3            | 15,7            | 12,4             | 20,7       |
| Record de froid (°C) date du record   | −12,4 07.01.1985 | −16,8 12.02.1956 | −10 07.03.1949  | −2,4 05.04.1935 | 0 01.05.1960  | 5,4 09.06.1932 | 7,8 04.07.1948  | 8,1 29.08.1924  | 1 25.09.1931    | −2,2 31.10.1941 | −5,8 11.11.1921 | −12,8 26.12.1940 | −16,8 1956 |
| Record de chaleur (°C) date du record | 19,9 19.01.07    | 22,5 17.02.22    | 25,4 28.03.1989 | 29,6 24.04.1947 | 34,9 24.05.09 | 39,6 28.06.19  | 39,7 26.07.1983 | 39,2 13.08.1922 | 34,3 05.09.1949 | 30,4 02.10.1997 | 25,2 05.11.1924 | 20,7 30.12.21    | 39,7 1983  |
| Ensoleillement (h)                    | 1 479            | 1 731            | 2 347           | 2 508           | 2 986         | 3 378          | 3 722           | 3 338           | 2 637           | 1 961           | 1 508           | 1 381            | 28 976     |
| Précipitations (mm)                   | 47,1             | 29,8             | 29,5            | 51,6            | 37,7          | 27,9           | 10,8            | 25,8            | 82              | 73,3            | 75,9            | 40,9             | 532,3      |

| Diagramme climatique                                  |             |             |             |              |              |              |              |            |              |             |             |
| J                                                     | F           | M           | A           | M            | J            | J            | A            | S          | O            | N           | D           |
| 11,83,647,1                                           | 12,83,729,8 | 16,46,529,5 | 19,39,451,6 | 23,513,337,7 | 27,917,227,9 | 30,719,710,8 | 30,519,425,8 | 25,915,982 | 21,312,673,3 | 15,77,775,9 | 12,44,440,9 |
| Moyennes : • Temp. maxi et mini °C • Précipitation mm |             |             |             |              |              |              |              |            |              |             |             |

Les paramètres climatiques de la commune ont été estimés pour le milieu du siècle (2041-2070) selon différents scénarios d'émission de gaz à effet de serre à partir des nouvelles projections climatiques de référence DRIAS-2020. Ils sont consultables sur un site dédié publié par Météo-France en novembre 2022.

## Urbanisme

### Typologie
Au 1er janvier 2024, Rognac est catégorisée ceinture urbaine, selon la nouvelle grille communale de densité à 7 niveaux définie par l'Insee en 2022.
Elle appartient à l'unité urbaine de Marseille-Aix-en-Provence, une agglomération inter-départementale dont elle est une commune de la banlieue,. Par ailleurs la commune fait partie de l'aire d'attraction de Marseille - Aix-en-Provence, dont elle est une commune de la couronne,. Cette aire, qui regroupe 115 communes, est catégorisée dans les aires de 700 000 habitants ou plus (hors Paris),.
La commune, bordée par la mer Méditerranée, est également une commune littorale au sens de la loi du 3 janvier 1986, dite loi littoral. Des dispositions spécifiques d’urbanisme s’y appliquent dès lors afin de préserver les espaces naturels, les sites, les paysages et l’équilibre écologique du littoral, tel le principe d'inconstructibilité, en dehors des espaces urbanisés, sur la bande littorale des 100 mètres, ou plus si le plan local d’urbanisme le prévoit.

### Occupation des sols
L'occupation des sols de la commune, telle qu'elle ressort de la base de données européenne d’occupation biophysique des sols Corine Land Cover (CLC), est marquée par l'importance des territoires artificialisés (44,3 % en 2018), en augmentation par rapport à 1990 (41,5 %). La répartition détaillée en 2018 est la suivante : 
zones urbanisées (24,6 %), zones industrielles ou commerciales et réseaux de communication (19,6 %), milieux à végétation arbustive et/ou herbacée (17,3 %), zones agricoles hétérogènes (14 %), forêts (10,8 %), espaces ouverts, sans ou avec peu de végétation (8,4 %), cultures permanentes (4,1 %), prairies (0,9 %), eaux maritimes (0,2 %). L'évolution de l’occupation des sols de la commune et de ses infrastructures peut être observée sur les différentes représentations cartographiques du territoire : la carte de Cassini (XVIIIe siècle), la carte d'état-major (1820-1866) et les cartes ou photos aériennes de l'IGN pour la période actuelle (1950 à aujourd'hui).

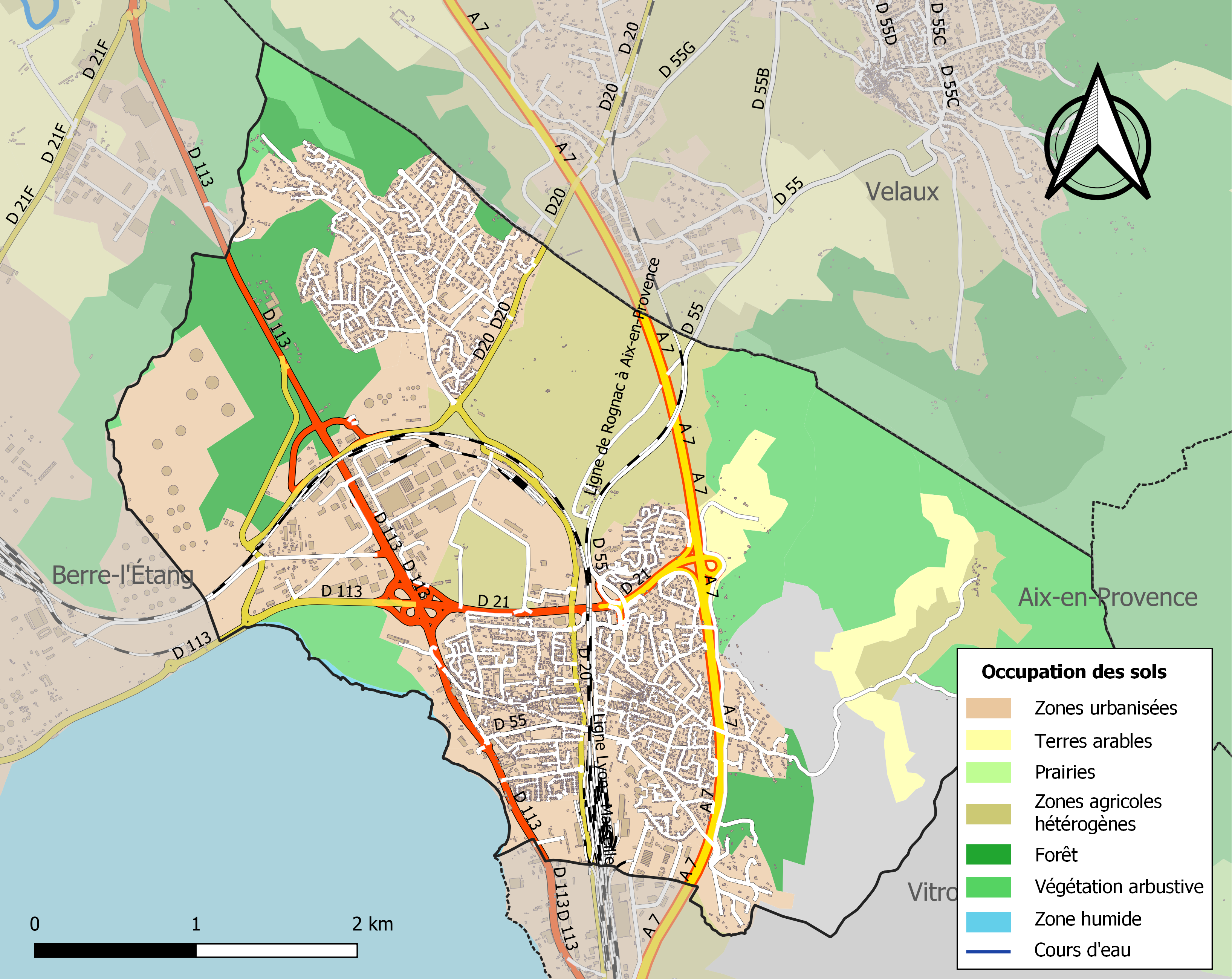
Carte des infrastructures et de l'occupation des sols de la commune en 2018 (CLC).

## Histoire
Les premières traces de présence humaine sur le sol de Rognac remontent au IIIe millénaire av. J.-C. Les bords de l'étang de Berre sont alors habités par des populations sédentaires pratiquant la chasse et la pêche. La plaine et les barres rocheuses sont aussi habitées par des groupes pratiquant notamment la culture et l'élevage.
Une tribu ligure fonde un village dans la plaine ainsi qu'un castrum au lieu-dit du Castellas (Ier millénaire av. J.-C.).
Avec l'installation romaine, de nombreuses villae sont construites. L'une d'elles, Rudinacum, aurait donné son nom à Rognac. Malgré les siècles de déclin, le site de Rognac n'est pas abandonné.
Aux alentours de l'an 1000, un château seigneurial est construit et un village perché au pied du Castellas se développe. Au milieu du XVe siècle, les populations de Rognac délaissent ce site en hauteur pour s'installer dans la plaine et aux abords de l'étang.
Noël Coulet indique que Hugues Monachi (?-av.1373), seigneur de Velaux eut une fille qui épousa Boniface de Reillanne, coseigneur de Rognac, en 1356.
De nos jours, des ruines sont visibles et peuvent être visitées au lieu-dit du Castellas.

## Politique et administration

### Tendances politiques et résultats
| Scrutin             | Scrutin             | 1er tour | 1er tour | 1er tour | 1er tour | 1er tour | 1er tour | 1er tour | 1er tour  | 1er tour | 1er tour | 1er tour | 1er tour | 2d tour | 2d tour | 2d tour | 2d tour | 2d tour | 2d tour |
| Scrutin             | Scrutin             | 1er      | 1er      | %        | 2e       | 2e       | %        | 3e       | 3e        | %        | 4e       | 4e       | %        | 1er     | 1er     | %       | 2e      | 2e      | %       |
| ------------------- | ------------------- | -------- | -------- | -------- | -------- | -------- | -------- | -------- | --------- | -------- | -------- | -------- | -------- | ------- | ------- | ------- | ------- | ------- | ------- |
| Présidentielle 2017 | Présidentielle 2017 |          | FN       | 38,99    |          | LFI      | 18,58    |          | LR        | 15,16    |          | EM       | 14,83    |         | FN      | 57,45   |         | EM      | 42,55   |
| Présidentielle 2022 | Présidentielle 2022 |          | RN       | 38,11    |          | LREM     | 18,32    |          | LFI       | 18,11    |          | REC      | 10,26    |         | RN      | 62,33   |         | LREM    | 37,67   |
| Législatives 2022   | 8e                  |          | RN       | 36,45    |          | Ren-Ens  | 19,78    |          | LFI-Nupes | 18,73    |          | LR       | 13,59    |         | RN      | 59,21   |         | Ren     | 40,79   |
| Législatives 2024   | 8e                  |          | RN       | 56,40    |          | LFI-NFP  | 18,14    |          | Ren-Ens   | 17,39    |          | LR       | 3,62     |         | RN      | 62,34   |         | Ren     | 37,66   |

Lors de la mandature 2001-2008, la ville a connu une élection municipale partielle, due à la démission d'un trop grand nombre de conseillers municipaux. Jean-Pierre Guillaume a été réélu, son nouveau mandat issu de cette élection a couru sur le reste de la mandature officielle, soit jusqu'à 2008. Il a été réélu cette même année face, notamment, à son ancienne première adjointe Corinne Lucchini.
Élu sénateur, Stéphane Le Rudulier, soumis à la loi sur le non-cumul des mandats a annoncé son intention de passer la main. Le 31 octobre 2020, le conseil municipal a élu Sylvie Miceli-Houdais Maire de Rognac. La démission de plus d'un tiers des conseillers municipaux à la suite de révélations sur des faits de corruption au sein de la municipalité conduit à des élections anticipées en novembre 2024.

### Liste des maires
| Période                                  | Période                        | Identité              | Étiquette | Qualité |
| ---------------------------------------- | ------------------------------ | --------------------- | --------- | --- |
| Les données manquantes sont à compléter. |                                |                       |           | |
| ?                                        | ?                              | Henri Giraud          | SFIO      | Conseiller général de Berre-l'Étang (1912 → 1919) |
| 1926                                     | 1940                           | Eugène Baret          | SFIO      | Négociant, industriel Conseiller général de Berre-l'Étang (1934 → 1940) Conseiller d'arrondissement (1931 → 1934)                                                |
| Les données manquantes sont à compléter. |                                |                       |           | |
| juin 1971                                | mars 2001                      | Georges Batiget       | PS        | Instituteur et directeur d'école retraité, maire honoraire Conseiller général de Berre-l'Étang (1992 → 2004) 1er vice-président du Multipôle de l'Étang de Berre |
| mars 2001                                | 15 janvier 2016                | Jean-Pierre Guillaume | DVD       | Pharmacien Démissionnaire |
| 30 janvier 2016                          | 31 octobre 2020                | Stéphane Le Rudulier  | LR        | Ancien directeur de cabinet Sénateur des Bouches-du-Rhône (2020 → ) Démissionnaire à la suite de son élection comme sénateur                                     |
| 31 octobre 2020                          | novembre 2024                  | Sylvie Miceli-Houdais | UDI       | Cadre de la fonction publique, ancienne 1re adjointe |
| décembre 2024                            | En cours (au 11 décembre 2024) | Christophe Gonzalez   | RN-RPR    | Opérateur de maintenance dans les centrales nucléaires |

### Jumelages
Rognac est jumelée avec la ville de Rockenhausen en Allemagne. L'association liée à la ville de Rockenhausen organise de multiples activités et rencontres, étant présente aux événements majeurs de la ville de Rognac.

## Population et société

### Démographie
L'évolution du nombre d'habitants est connue à travers les recensements de la population effectués dans la commune depuis 1793. Pour les communes de plus de 10 000 habitants les recensements ont lieu chaque année à la suite d'une enquête par sondage auprès d'un échantillon d'adresses représentant 8 % de leurs logements, contrairement aux autres communes qui ont un recensement réel tous les cinq ans,.

En 2022, la commune comptait 12 335 habitants, en évolution de +2,65 % par rapport à 2016 (Bouches-du-Rhône : +2,48 %, France hors Mayotte : +2,11 %).
| 1793 | 1800 | 1806 | 1821 | 1831 | 1836 | 1841 | 1846 | 1851 |
| ---- | ---- | ---- | ---- | ---- | ---- | ---- | ---- | ---- |
| 511  | 558  | 555  | 637  | 555  | 625  | 220  | 570  | 748  |

| 1856 | 1861 | 1866 | 1872 | 1876 | 1881 | 1886 | 1891 | 1896 |
| ---- | ---- | ---- | ---- | ---- | ---- | ---- | ---- | ---- |
| 789  | 873  | 873  | 840  | 842  | 683  | 678  | 653  | 722  |

| 1901 | 1906 | 1911 | 1921 | 1926  | 1931  | 1936  | 1946  | 1954  |
| ---- | ---- | ---- | ---- | ----- | ----- | ----- | ----- | ----- |
| 741  | 769  | 763  | 958  | 1 165 | 1 395 | 1 614 | 2 008 | 2 696 |

| 1962  | 1968  | 1975  | 1982  | 1990   | 1999   | 2006   | 2011   | 2016   |
| ----- | ----- | ----- | ----- | ------ | ------ | ------ | ------ | ------ |
| 3 590 | 4 270 | 5 105 | 9 330 | 11 099 | 11 631 | 11 883 | 11 707 | 12 016 |

| 2021   | 2022   | - | - | - | - | - | - | - |
| ------ | ------ | - | - | - | - | - | - | - |
| 12 175 | 12 335 | - | - | - | - | - | - | - |

### Manifestations culturelles et festivités
La ville de Rognac jouit aujourd'hui d'une activité festive, culturelle et associative assez importante, se caractérisant par des rassemblements, concerts, spectacles ou autres événements majoritairement gratuits sur la Place Saint Jacques, épicentre de Rognac. Au cœur même de la ville, plusieurs expositions, représentations et galas sont organisés chaque années, tant par les différentes associations de danse et d'expression corporelle (Atlas, RCL...), mais également par les associations sportives reconnues dans la région (Rognac Natation, Rognac FC...) ou même l'Atelier Photo puis Court-Métrage animé par le photographe Lukem Art.

## Culture et patrimoine

### Bibliothèque
La ville dispose d'une bibliothèque de lecture publique, qui proposait 20 000 ouvrages en libre accès. Elle compte 2 000 adhérents actifs, dont 650 enfants de 0 à 14 ans.

### Lieux et monuments
- L'église Saint-Jacques, édifice datant du XVIIe siècle.
- Le Turrim du Castellas et l'Oppidum du Castellas, vestiges du château.

### Personnalités liées à la commune
- Thomas Vervoort (Rognac, 1987-), joueur de rugby professionnel international.
- Thierry Pécout (1967-), écrivain et historien médiéviste français né à Rognac, Professeur des Universités.
- Patrice Scrimenti (1971-), ancien joueur de football.
- Sabri Tabet (Rognac, 1977-), ancien joueur de football franco-algérien professionnel.
- Julien Blaine (Rognac, 1942-), écrivain et poète français dénommé aussi Christian Poitevin.
- Sotiris Skipis (1881-1952), poète et dramaturge grec, mort à Rognac.
- Yllya (1982-), dessinatrice.
- Ludivine Kreutz (1973-), joueuse de golf professionnelle née à Rognac.

### Héraldique et devise
| Armes de Rognac | Les armes peuvent se blasonner ainsi : De sable semé de faux d'or. Devise : « Rougna reverdejo toujou » (« Rognac reverdira toujours ») |